# The Guarding Angel
The Guarding Angel è un cortometraggio muto del 1909. Il nome del regista non viene riportato nei credit del film.

## Trama
Mentre una cameriera, alla quale è stata affidata una bambina, si immerge nella lettura, la carrozzina dove si trova la bimba scivola via, andando a cadere in un precipizio. Sulla piccola veglia il suo angelo custode: ancora viva, arriva fino a un campo di zingari che l'accolgono. Le tolgono i vestitini e il medaglione che vengono nascosti nel cavo di un albero e gettano via nel torrente la carrozzina. Passano gli anni. A casa, i genitori sono convinti che la loro bambina è annegata, mentre invece la piccola è ormai diventata una ragazza di sedici anni che vive con i genitori adottivi, una coppia di zingari che l'hanno allevata e l'hanno chiamata Mary. Dovunque vada, Mary è accompagnata dal suo angelo custode. Nel sonno, l'angelo le mostra come gli zingari l'hanno trovata. Nella visione, la ragazza vede anche i suoi vestiti nascosti nel cavo dell'albero. Li ritrova e li avvolge, portandoli a casa e mostrandoli ai genitori. Costoro decidono di andare a trovare i veri genitori di Mary ai quali raccontano tutta la storia, dicendo che avrebbero sempre voluto restituire la bambina ma non hanno mai potuto farlo perché amavano troppo la piccola per potersene separare. I genitori di Mary sono felici di aver ritrovato la figlia. Lei, però, chiede di poter far vivere con loro anche la famiglia zingara che lei ha sempre amato.

## Produzione
Il film fu prodotto dalla Lubin Manufacturing Company.

## Distribuzione
Distribuito dalla Lubin Manufacturing Company, il film - un cortometraggio della lunghezza di 229 metri - uscì nelle sale cinematografiche statunitensi il 1º aprile 1909.